# Soter Kayumba
Soter Kayumba (ur. 20 kwietnia 1993 w Nyanzie) – rwandyjski piłkarz grający na pozycji obrońcy. Od 2021 jest zawodnikiem klubu Mukura Victory Sports FC.

## Kariera klubowa
Swoją karierę piłkarską Kayumba rozpoczął w klubie Etincelles FC. W sezonie 2011/2012 zadebiutował w jego barwach w pierwszej lidze rwandyjskiej. W 2012 roku przeszedł do AS Kigali FC. W sezonie 2012/2013 zdobył z nim Puchar Rwandy, a w sezonach 2014/2015 i 2017/2018 został wicemistrzem kraju. W 2018 roku został piłkarzem kenijskiego klubu Sofapaka FC, a zimą 2019 trafił do AFC Leopards. Od zimy 2020 do lata 2021 grał w Rayon Sports FC, z którym został wicemistrzem Rwandy w sezonie 2019/2020. Latem 2021 został zawodnikiem Mukura Victory Sports FC.

## Kariera reprezentacyjna
W reprezentacji Rwandy Kayumba zadebiutował 15 lipca 2017 w zremisowanym 1:1 meczu Mistrzostw Narodów Afryki 2018 z Tanzanią, rozegranym w Mwanzie.